# Închipuirile lui Jean-Marie Cabidoulin
Închipuirile lui Jean-Marie Cabidoulin, tradus uneori și Șarpele de mare (în franceză Les Histoires de Jean-Marie Cabidoulin), este un roman scris de Jules Verne, publicat pentru prima dată în 1901 de Editura Hetzel.
Romanul a fost publicat în formă de foileton în Le Magasin d'Éducation et de Récréation din perioada 1 iulie - 15 decembrie 1901 și ulterior într-o ediție dublă cu „Satul aerian” la 21 noiembrie 1901.

În acest roman, Verne intră în lumea psihozelor provocate de vechile legende când marinarul Jean-Marie Cabidoulin îngrozește echipajul balenierei Saint Enoch, povestind legenda unui șarpe de mare gigantic.

## Rezumat
Saint-Enoch este o balenieră comandată de căpitanul Bourcart și al cărei echipaj este compus din vreo 30 de persoane. Nava părăsește portul Le Havre cu destinația Oceanul Pacific. Vânătoarea de balene este uneori plină cu succes, iar alteori lamentabilă.
Jean Marie Cabidoulin nu este un dogar obișnuit, ci mai mult decât atât. Obișnuit să navigheze prin cele șapte mări, el a văzut și a auzit multe lucruri pe care alții nici nu ar putea ajunge să și le imagineze, de exemplu, povestea unui șarpe uriaș care traversează oceanele de pe întreg globul, distrugând orice navă pe care o întâlnește în calea sa, și care amenință - potrivit acestuia - să strice ultima campanie a balenierei pe care s-a înrolat dogarul.

### Capitolele cărții
- I. - O plecare întârziată
- II. - Saint-Enoch
- III. - Pe coasta de est a Noii-Zeelande
- IV. - Străbătând Pacificul
- V. - Golful Marguerite
- VI. - Vancouver
- VII. - A doua campanie
- VIII. - Marea Ohotsk
- IX. - În Kamciatka
- X. - Lovitură dublă
- XI. - Între englezi și francezi
- XII. - Eșuare
- XIII. - O stâncă mișcătoare
- XIV. - Spre nord
- XV. - Încheiere[2]

## Variante de titlu
Romanul a fost tradus în limba engleză ca The Sea Serpent: The Yarns of Jean Marie Cabidoulin (Șarpele de mare: Închipuirile lui Jean-Marie Cabidoulin). Plecând de aici, unele edituri românești  au preluat titlul anglicizat Șarpele de mare pentru acest roman, în locul traducerii literale din limba franceză.
Prima traducere în limba română a romanului a fost realizată de Ion Hobana în 1969, pentru Editura Tineretului din București, și a purtat numele de Șarpele de mare. O ediție revizuită a traducerii sale a fost publicată în 1976 de Editura Ion Creangă din București, într-un volum cu Cele 500 de milioane ale Begumei (vol. 11 al Colecției Jules Verne). 
O nouă traducere a romanului a apărut în anul 1986 sub titlul original Închipuirile lui Jean-Marie Cabidoulin, în vol. 37 al Colecției Jules Verne de la Editura Ion Creangă din București, autoarea traducerii fiind Sanda Radian. Romanul a fost publicat în același volum cu Satul aerian. Reeditarea Colecției "Jules Verne" realizată de Editura Adevărul a preferat tot varianta de titlul Șarpele de mare.

## Teme abordate în cadrul romanului
- Călătoria pe oceanele lumii (care, prin întinderea spațiului străbătut amintește de Copiii căpitanului Grant și de 20.000 de leghe sub mări)
- Monștrii fantastici din vechile legende, reprezentați aici de șarpele de mare despre care povestește Jean-Marie Cabidoulin

## Lista personajelor
- Jean-Marie Cabidoulin - 50 de ani, dogar pe Saint-Enoch
- Évariste-Simon Bourcart - 50 de ani, căpitanul vasului Saint-Enoch
- Heurtaux - secundul vasului Saint-Enoch
- Coquebert - locotenent de rangul I pe Saint-Enoch
- Allotte - locotenent de rangul II pe Saint-Enoch
- Mathurin Ollive - șef de echipaj pe Saint-Enoch
- Thomas - fierar pe Saint-Enoch
- Ferut - dulgher pe Saint-Enoch

## Traduceri în limba română
- 1969 - Șarpele de mare, Ed. Tineretului, Colecția SF, traducere Ion Hobana, 226 pag.
- 1976 - Cele 500 milioane ale Begumei. Șarpele de mare, Ed. Ion Creangă, Colecția "Jules Verne", vol. 11, traducere Ion Hobana, 268 pag.
- 1986 - Satul aerian. Închipuirile lui Jean-Marie Cabidoulin, Ed. Ion Creangă, Colecția "Jules Verne", vol. 37, traducere Sanda Radian, 272 pag.
- 2000 - Șarpele de mare, Ed. Corint, traducere Venera Coravu, 152 pag., ISBN 973-653-088-4
- 2007 - Șarpele de mare, Ed. Maxim Bit, 128 pag., ISBN 978-973-1758-05-3
- 2007 - Șarpele de mare, Ed. Paralela 45, 208 pag., ISBN 978-973-4701-10-0
- 2010 - 500 de milioane ale Begumei. Șarpele de mare, Ed. Adevărul, Colecția "Jules Verne", nr. 11, traducere Vasile V. Rășcanu, 360 pag., ISBN 978-606-539-148-2